# 細川藤孝
細川 藤孝（ほそかわ ふじたか）は、戦国時代から江戸時代初期にかけての武将、大名、歌人。細川 幽斎（ほそかわ ゆうさい）、長岡 藤孝（ながおか ふじたか） 、長岡 幽斎（ながおか ゆうさい）としても知られる。
幼名は万吉（まんきち）、熊千代（くまちよ）。元服して、藤孝を名乗り、その後長岡に改姓。雅号は幽斎。法名を玄旨という。なお、藤孝は天正元年（1573年）10月に長岡に改姓し、天正10年（1582年）6月から幽斎を名乗っており、細川姓に復したのは藤孝没後の忠興の代である。
はじめは室町幕府の13代将軍・足利義輝に仕え、その死後は織田信長の協力を得て、15代将軍・足利義昭の擁立に尽力した。後に義昭が信長に敵対して京都を追われると、信長に従って名字を長岡に改め、勝竜寺城主を経て丹後国宮津11万石の大名となった。本能寺の変の後、信長の死に殉じて剃髪して家督を忠興に譲ったが、その後も豊臣秀吉、徳川家康に仕えて重用され、近世大名たる肥後細川家の礎となった。また、二条流の歌道伝承者である三条西実枝から古今伝授を受け、近世歌学を大成させた当代一流の文化人でもあった。

## 生涯

### 幕臣時代
天文3年（1534年）4月12日、三淵晴員の次男として、京都東山にて誕生（異説あり）。のちに、晴員と共に12代将軍・足利義晴の近臣であった細川晴広の養子となる（#系譜）。
天文15年（1546年）、13代将軍・義藤（後の義輝）の偏諱を受け、与一郎藤孝を名乗る。幕臣として義輝に仕え、天文21年（1552年）に従五位下・兵部大輔に叙任される。
永禄8年（1565年）5月19日、義輝が二条御所で三好三人衆らに討たれる、永禄の変が発生した。藤孝は事変を聞きつけて、すぐさま御所に馳せ参じたものの、事は既に終わった後であった。藤孝はその場に居合わせなかったことを悔やんだが、南都にいた義輝の弟・一乗院覚慶（後に還俗して足利義昭）を救出すべく、その場を離れた。他方、藤孝もまた、他の幕臣らと運命を共にせず、御所を脱出したとする見方もある。
その後、覚慶が松永久秀によって興福寺に幽閉されると、藤孝は兄・三淵藤英をはじめ、一色藤長や米田求政らと協力してこれを救出し、近江国の和田惟政や六角義賢、若狭国の武田義統、越前国の朝倉義景らを頼って義昭の擁立に奔走した。当時は貧窮して灯籠の油にさえ事欠くほどで、仕方なく社殿から油を頂戴することもあるほどだったという。
その後、藤孝は明智光秀を通じて、尾張国の織田信長に助力を求めることとなる。
永禄11年（1568年）9月、信長が義昭を奉じて入京し、藤孝もこれに従った。義昭が征夷大将軍に任じられた後（つまり10月18日より後）、藤孝は9月29日に岩成友通から奪還した山城国勝竜寺城を与えられ（言継卿記）、天正9年（1581年）3月24日まで統治した、その翌日には猪子兵助が点検のために入城している。
永禄12年（1569年）1月5日、義昭の居所・本圀寺が三好三人衆らに襲撃されると、翌日に藤孝は三好義継や和田惟政らと共に駆け付け、これを撃退している（本圀寺の変）。

### 信長の家臣時代
義昭と信長の対立が表面化すると、元亀4年（1573年）3月、軍勢を率いて上洛した信長を出迎えて恭順の姿勢を示した。義昭が信長に逆心を抱く節があることを密かに藤孝から信長に伝えられていたことが信長の手紙からわかっている。義昭が追放された後の10月10日、桂川の西の一職支配権を許されのを機に名字を改めて、長岡 藤孝と名乗った。
8月、池田勝正、三淵藤英と共に岩成友通を山城淀城の戦い（第二次淀古城の戦い）で滅ぼす功を挙げ、以後は信長の武将として畿内各地を転戦。高屋城の戦い、越前一向一揆征伐、石山合戦、紀州征伐のほか、山陰方面軍総大将の明智光秀の与力としても活躍した（黒井城の戦い）。
天正5年（1577年）、信長に反旗を翻した松永久秀の籠る大和信貴山城を、光秀と共に落とした（信貴山城の戦い）。
天正6年（1578年）、信長の薦めによって、嫡男・忠興と光秀の娘・玉（ガラシャ）の婚儀がなる。
天正8年（1580年）、光秀の与力として、長岡家単独で丹後国に進攻するが、同国守護一色氏に反撃され失敗。後に光秀の加勢によってようやく丹後南部を平定し、信長から丹後南半国（加佐郡・与謝郡）の領有を認められて宮津城を居城とした（北半国である中郡・竹野郡・熊野郡は旧丹後守護家である一色満信（義定）の領有が信長から認められた）。甲州征伐には一色満信と共に出陣。
同年正月12日付の信長から藤孝宛ての黒印状にて、尾張国知多半島で取れた鯨肉を信長が朝廷に献上したうえで、家臣である藤孝にも裾分けする旨を述べている。

### 本能寺の変以後
天正10年（1582年）6月、本能寺の変が起こると、藤孝は上役であり、親戚でもあった光秀の再三の要請を断り、剃髪して雅号を幽斎玄旨（ゆうさいげんし）とし、田辺城に隠居、忠興に家督を譲った。同じく光秀と関係の深い筒井順慶も参戦を断り、軍事力的劣勢に陥った光秀は山崎の戦いで敗死した。
その後も羽柴秀吉（豊臣秀吉）に重用され、天正14年（1586年）に在京料として山城西ヶ岡に3000石を与えられた。天正13年（1585年）の紀州征伐、天正15年（1587年）の九州平定にも武将として参加した。また、梅北一揆の際には上使として薩摩国に赴き、島津家蔵入地の改革を行っている（薩摩御仕置）。この功により、文禄4年（1595年）には大隅国に3000石を加増された（後に越前国府中に移封）。
幽斎は千利休や木食応其らと共に秀吉側近の文化人として寵遇された。忠興（三斎）も茶道に造詣が深く、利休の高弟の一人となる。一方で徳川家康とも親交があり、慶長3年（1598年）に秀吉が死去すると家康に接近した。

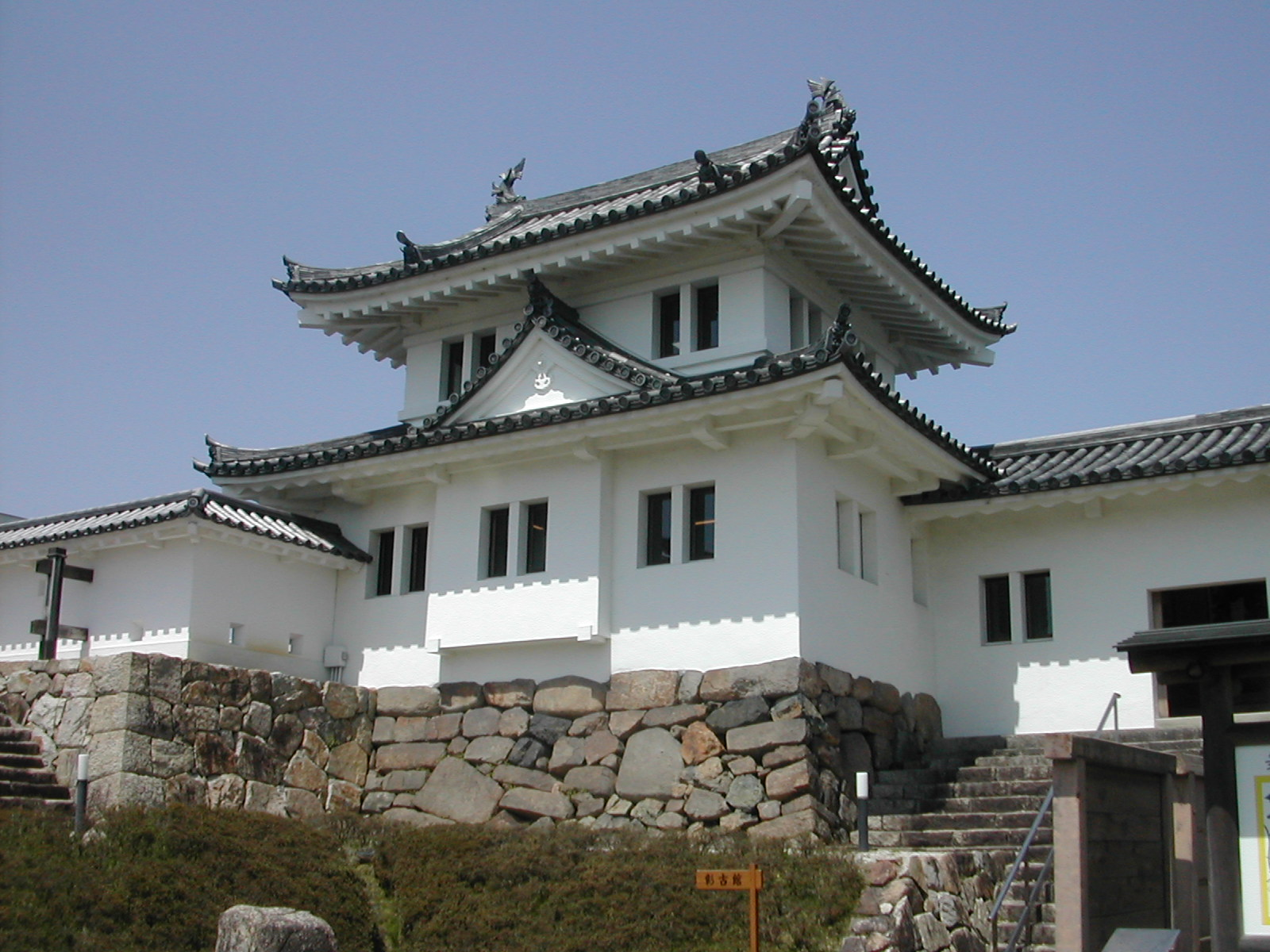
幽斎が籠った丹後田辺城（舞鶴城）

慶長5年（1600年）6月、忠興が家康の会津征伐に丹後から細川家の軍勢を引きつれて参加したため、幽斎は三男の細川幸隆と共に500に満たない手勢で丹後田辺城を守る。
7月、石田三成らが家康討伐の兵を挙げ、大坂にあった忠興の夫人ガラシャは包囲された屋敷に火を放って自害した。田辺城は小野木重勝、前田茂勝らが率いる1万5000人の大軍に包囲されたが、幽斎が指揮する籠城勢の抵抗は激しく、攻囲軍の中には幽斎の歌道の弟子も多く戦闘意欲に乏しかったこともあり、長期戦となった（田辺城の戦い）。
幽斎の弟子の一人だった八条宮智仁親王は、7月と8月の2度にわたって講和を働きかけたが、幽斎はこれを謝絶して籠城戦を継続した。幽斎は使者を通じて、『古今集証明状』を八条宮に贈り、『源氏抄』と『二十一代和歌集』を朝廷に献上した。ついに、八条宮が兄・後陽成天皇に奏請したことにより、三条西実条、中院通勝、烏丸光広が勅使として田辺城に下され、関ヶ原の戦いの2日前の9月12日、勅命による講和が結ばれた。
9月18日、幽斎は2ヶ月に及ぶ籠城戦を終えて城を明け渡し、敵将である前田茂勝の丹波亀山城に入った。幽斎の抵抗を通して、家康の統治権代行の正当性が朝廷をはじめとして各方面に周知されることとなった点は、石田三成にとって大きな痛手となった。
忠興は関ヶ原の戦いにおいて、前線で石田三成の軍と戦い、戦後に豊前国小倉藩39万9000石の大封を得た。一方、幽斎はその後、京都吉田で悠々自適な晩年を送ったといわれている。
慶長15年（1610年）8月20日未の下刻（午後3時前）、幽斎は京都三条車屋町の自邸で死去した。享年77（満76歳没）。　

## 没後
幽斎の死後、その所領6000石やそのほかの資産は整理され、次男・興元の下野国茂木藩1万石立藩の足しとして、あるいは慶長9年（1604年）に忠興から廃嫡された幽斎の孫・長岡休無（細川忠隆）への細川家からの京都隠居料（3000石）として、受け継がれた。
また、長岡氏は細川氏に復し、以後の長岡姓は細川別姓として一門・重臣に授けられた。

## 墓所
京都市左京区南禅寺福地町の瑞竜山太平興国南禅寺の塔頭寺院である天授庵に、藤孝の墓がある。その他に、孫で忠興の子忠利以降、子孫が肥後熊本藩54万石の藩主となったことから、熊本の立田山の麓に建立された細川家菩提寺の泰勝寺（現・立田自然公園）にも廟所が造営された。
また、藤孝の菩提所として、忠興によって大徳寺山内に建立された塔頭が高桐院である。

## 人物
- 藤孝は剣術等の武芸百般、和歌・茶道・連歌・蹴鞠等の文芸を修め、さらには囲碁・料理・猿楽などにも造詣が深く[21]、当代随一の教養人でもあった。剣術は塚原卜伝に学び、波々伯部貞弘、吉田雪荷から弓術の印可を、弓馬故実（武田流）を武田信豊から相伝されるなど武芸にも高い素質を示した。膂力も強く、京都の路上で突進してきた牛の角をつかみ投げ倒したという逸話もある。また、息子・忠興と共に遊泳術にも優れたという。
- 藤孝は三条西実枝から天正2年（1574年）6月に勝龍寺城の天主で古今伝授を受け、その子・三条西公国とさらにその子（実枝の孫）・三条西実条に返し伝授するまでの間、二条派正統を一時期継承した。当時唯一の古今伝授の伝承者であり、関ヶ原の戦いの際、後陽成天皇が勅命により藤孝を助けたのも、古今伝授が途絶える事を恐れたためだといわれる。
- 藤孝の門人には後陽成天皇の弟八条宮智仁親王、公家の中院通勝、烏丸光広などがおり、また、松永貞徳、木下長嘯子らも藤孝の指導を受けた。島津義久は藤孝から直接古今伝授を受けようとした一人であり、藤孝が足利義昭に仕えていた頃から交流があった。
- 八条宮が藤孝から古今伝授を受けた「古今伝授の間」は、江戸時代に八条宮家の領地であった長岡天満宮に「開田御茶屋」として移築され、明治4年（1871年）に桂宮家から細川家に下賜されるまで長岡天満宮境内にあった[22]。その後、藤孝の孫で熊本藩主となった細川忠利が造営した水前寺成趣園（熊本市）に大正元年（1912年）に移築され、平成22年（2010年）には熊本で藤孝没後四百年祭が開催された。また、翌平成23年（2011年）には、藤孝の銅像が水前寺成趣園内に建てられている[23]。
- 『 老人雑話』には「明智（光秀）、始め（は）細川幽斎の臣なり」と記されており、両者の出自の上下関係は歴然としていることから、藤孝は光秀の支配下に入ることを潔しとしないところがあったとする説がある[24]。
- 足利義昭が死去した後、葬儀を執り行う者もいなかったため、見かねた藤孝が葬儀を主催している。

## 系譜
江戸時代後期に編修された『寛政重修諸家譜』によれば、藤孝の父は三淵晴員（和泉半国守護・細川元常の弟）、母は智慶院（儒学者・国学者の清原宣賢の娘）である。同書の小記や享保年間に成立した『細川全記』などは、智慶院が将軍・足利義晴の子をみごもったまま晴員に嫁いで、藤孝を生んだと記しており、事実ならば足利義輝、義昭の庶兄にあたる。『藤孝事記』には、寛文元年（1661年）頃に藤孝の母方の清原家に、藤孝の出自を尋ねた返答を基にした「舟橋家説」が収録されている。その家説には「細川幽斎ハ実父ハ其時ノ公方ノ御子也」とある。また宣賢には2人の娘がおり、1人は義晴の女房で「智慶院」と称し藤孝を産み、もう1人（養源院）が三淵晴員の室となった（藤孝の母と晴員の室は別人で、藤孝の実父は晴員ではなかった）とする。そして、藤孝が最初に「細川刑部大輔（刑部少輔晴広）」の養子となり、ついで刑部大輔に実子が生まれたために母の縁によって晴員夫妻に預けられたとする。この証言は、清原枝賢（藤孝の母方の従兄弟）の娘の寿光院のものであり、彼女は藤孝と兄弟のように育てられたとされ、加えて枝賢の妻は刑部大輔（晴広）の後家とされていることから、小川剛生はこの証言を「幽斎の係累を検討する際に価値を持つ」と述べている。また、吉田兼見も「幽斎、自出生、細川刑部少輔為養子」と述べている。
享保5年（1720年）から延享3年（1746年）の間に成立した『御家譜』や文化9年（1812年）10月に成立した『寛政重修諸家譜』は、藤孝は7歳で伯父の細川元常の養子になったとする。ただし、熊本藩主が加藤氏から細川氏へと改易となった寛永9年（1632年）以降に編纂された『細川之御伝記』や寛永18〜20年（1641年〜1643年）にかけて編纂された『寛永諸家系図伝』、享保2年（1717年）に編纂された『細川全記』、享保4年（1719年）に編纂された『御家伝』では、細川元有の養子となったとされている。時代が下るにつれて養父が元有から元常へと変更されているのは、元有は明応9年（1500年）に戦死しており、肥後細川氏側が年代が合わないことに気づいたためである。また、元常の実子とされる細川晴貞を養父と見る説もあった。この細川晴貞は、天文19年（1550年）までは存在が記録されているため、（晴貞が元常の実子ならば）その生存中に元常がはたして藤孝を養子に迎えたか、という疑問が生じるためである。
いずれにしろ、藤孝は三淵氏から和泉守護細川氏の養子に入ったと長い間考えられていたが、そうではなく淡路守護細川氏につながる系統を継いだと考える説が近年有力になっている。『寛永諸家系図伝』編纂の際に息子の細川忠興が幕府に提出した文書には、「幽斎ハ、細川伊豆トヤラン、細川刑部少輔トヤランニヤシナハレ、御供衆ニ罷成候」とある。この「細川刑部少輔」については、従来『細川系図』の記載によって細川元常と理解されていたが、三淵晴員も仕えていた将軍・義晴の近臣（御供衆）に刑部少輔を称する細川晴広がおり、その父の細川高久が伊豆守を称している事実から、彼らが藤孝の養父・養祖父だったとする説である。また、『永禄六年諸役人附』にも御供衆と記されている藤孝が外様衆の家格である和泉守護家を継いだとすることの不自然さを指摘する見解もあり、近年有力視されている。伊豆守高久の父・細川政誠は近江源氏佐々木一族の大原氏の出身であり、8代将軍・足利義政が政誠を近臣に加えるために足利一門の細川名字を名乗らせるべく、淡路守護細川氏の養子となるよう命じたという。この指摘によるならば、藤孝が養子となって継いだのは、和泉守護家とは系統の異なる淡路守護家の支流ということになる。細川忠興も、寛永18年（1641年）に自身の家について「三淵氏は御部屋衆で御供衆よりは格下である」、「自分の家と藤孝の家は別であり、御供衆であった藤孝の家よりも外様衆に連なった自分の家（細川奥州家）の方が格上である」と証言している。このことから、藤孝の身分は忠興よりも下であり、外様衆より格上の国持衆（守護）の家柄とするのは矛盾する。
なお、藤孝の実父・三淵晴員についても細川元常の弟とする説を疑問視して、播磨国に下向していた幕臣の三淵孫三郎（現在の系譜には記載されていないが、当時の文書から天文年間の三淵氏当主であった可能性が高い）の弟であったとする説もある。この指摘が事実ならば、藤孝は実方においても和泉守護細川氏には繋がらない可能性がある。
- 父母
  - 実父：三淵晴員?（1500 - 1570）
  - 実母：智慶院 - 清原宣賢の娘
  - 養父：細川晴広
  - 養母：細川家室（後に清原枝賢に再嫁）[34]
- 兄弟姉妹
  - 宮川尼（武田信高[注 4]室）
  - 三淵藤英（? - 1574）
  - 佐々木越中守[注 5]室
  - 玉甫紹琮（高桐院開山）
  - 梅印元冲
  - 長岡好重
  - 土御門久脩室
- 妻
  - 正室：沼田麝香（1544 - 1618） - 光壽院、沼田光兼の娘
- 子女
  - 長男：細川忠興（1563 - 1646）
  - 次男：細川興元（1566 - 1619）
  - 女子：伊也 - 一色義有、のち吉田兼治室
  - 三男：細川幸隆（1571 - 1607）
  - 女子：千 - 長岡孝以、のち小笠原長良室
  - 男子：細川孝之（1585 - 1647）
  - 女子：加賀 - 木下延俊正室
  - 女子：栗 - 長岡好重（藤孝の実弟）室
  - 女子：仁伊 - 夭逝

## 主な著作
- 古今若衆序
- 衆妙集
- 詠歌大概抄
- 古今和歌集聞書
- 百人一首抄
- 伊勢物語闕疑抄
- 九州道の記
- 東国陣道の記

## 関連作品
小説
- 春名徹『細川幽斎　栄華をつかんだ文武両道の才』（1998年、PHP文庫）
- 佐藤雅美『幽斎玄旨』（1998年、岩波書店 / 2001年、文春文庫）
- 森本繁『細川幽斎』（2007年、学研プラス）
- 木下昌輝「幽斎の悪采」（『決戦！本能寺』収録、2015年、講談社 / 2018年、講談社文庫）
- 吉川永青「細き川とて流れ途絶えず」（『裏関ヶ原』収録、2016年、講談社 / 2018年、講談社文庫）
- 武川佑『千年の松』（『小説現代』2020年4月号掲載、講談社）
- 武川佑『切支丹陰陽師』シリーズ
  - 『鯨観音』（文藝春秋『オール讀物』2023年8月号掲載）
  - 『御所女』（同2024年1月号掲載）
  - 『首二ツ』（同2024年5月号掲載）
  - 『糸揺』（同2024年7.8月号掲載）
  - 『遠輪廻』（『妖異幻怪 陰陽師・安倍晴明トリビュート』収録、2023年、文春文庫）

映画
- 戦国自衛隊（1979年、日本）演：石橋雅史

テレビドラマ
- 国盗り物語（1973年、NHK大河ドラマ）演：伊吹吾郎
- おんな太閤記 (1981年、NHK大河ドラマ) 演：角野卓造
- 春日局（1989年、NHK大河ドラマ）演：小金井宣夫
- 信長 KING OF ZIPANGU（1992年、NHK大河ドラマ）演：勝野洋
- 秀吉（1996年、NHK大河ドラマ）演：浜畑賢吉
- 功名が辻（2006年、NHK大河ドラマ）演：近藤正臣
- 信長協奏曲（2014年、フジテレビ）演：市川知宏
- 麒麟がくる（2020年、NHK大河ドラマ）演：眞島秀和